# 佐久間町中部
佐久間町中部（さくまちょうなかべ）は静岡県浜松市天竜区の大字。

## 地理
浜松市天竜区の西部、佐久間地区の中部に位置する。東・南で佐久間町半場、西で佐久間町川合、北で佐久間町佐久間と接する。

### 河川
- 天竜川

## 歴史

### 沿革
- 1889年（明治22年）4月1日 - 町村制の施行により、豊田郡中部村が周辺の村と合併し、豊田郡佐久間村となる[WEB 6]。旧村名は佐久間村の大字として残る[WEB 7]。
- 1896年（明治29年）4月1日 - 郡制の施行により、佐久間村の所属郡が磐田郡に変更となる。
- 1956年（昭和31年）9月30日 – 佐久間村が周辺の町村と新設合併して佐久間町となる。
- 2005年（平成17年）7月1日 – 佐久間町外10市町村が浜松市に編入される。
- 2007年（平成19年）4月1日 - 浜松市が政令指定都市となる。佐久間町中部は天竜区の一部となる。

## 施設
- 浜松市立佐久間中学校
- 静岡県立浜松湖北高等学校佐久間分校
- 浜松市佐久間支所
- 浜松市国民健康保険佐久間病院
- 浜松市営佐久間・水窪斎場
- 佐久間郵便局
- 松山神社

## 交通

### バス
- 浜松市佐久間ふれあいバス
  - 西渡方面線：西渡地区とを結ぶ路線、平日・土曜運行、事前予約制、佐久間病院・佐久間分校・平沢の停留所がある。
  - 浦川方面線：川合・浦川地区とを結ぶ路線、平日運行、一部停留所を利用する場合は事前予約が必要、歴史と民話の郷会館・佐久間駅・コープ佐久間店・佐久間発電所前・中部江戸芝前の停留所がある。
  - 竜頭方面線：鮎釣地区とを結ぶ路線、月・火・木曜運行、一部停留所を利用する場合は事前予約が必要、佐久間病院・佐久間分校・就業改善センターの停留所がある。
  - 瀬戸・横吹方面線：城西地区とを瀬戸・横吹経由で結ぶ路線、月～木曜運行、月・火曜は全便事前予約制、水・木曜は一部停留所を利用する場合には事前予約が必要、佐久間病院の停留所がある。
  - 上平山方面線：上平山地区とを結ぶ路線、月・金曜運行、一部停留所を利用する場合は事前予約が必要、佐久間病院の停留所がある。
  - 羽ヶ庄・野田方面線：城西地区とを羽ヶ庄・野田経由で結ぶ路線、火～金曜運行、一部停留所を利用する場合は事前予約が必要、就業改善センター・佐久間病院の停留所がある。
  - 和泉・相月方面線：城西地区とを和泉・下日余経由で結ぶ路線、水・金曜運行、一部停留所を利用する場合は事前予約が必要、佐久間病院の停留所がある。
    - 水窪タクシーに委託
    - 祝日及び年末年始は運休、一部事前予約制

### 道路
- 国道473号
- 長野県道・愛知県道・静岡県道1号飯田富山佐久間線
- 静岡県道291号中部天竜停車場線

## その他

### 学区
小学校・中学校の学区は以下の通りである。
- 浜松市立佐久間小学校
- 浜松市立佐久間中学校

### 警察
警察の管轄区域は以下の通りである。
| 番・番地等 | 警察署     | 交番・駐在所 |
| ---------- | ---------- | ------------ |
| 全域       | 天竜警察署 | 佐久間交番   |

### 消防
消防の管轄区域は以下の通りである。
| 番・番地等 | 消防署     | 本署/出張所  |
| ---------- | ---------- | ------------ |
| 全域       | 天竜消防署 | 佐久間出張所 |

### WEB
1. ↑  “h02_22.csv”.   総務省 (2022年2月10日). 2024年12月4日閲覧。
2. ↑  “静岡県浜松市天竜区佐久間町中部 (221370420)｜国勢調査町丁・字等別境界データセット”.   人文学オープンデータ共同利用センター. 2024年12月4日閲覧。
3. ↑  “静岡県 浜松市天竜区 佐久間町中部の郵便番号 - 日本郵便”.   日本郵便. 2024年12月4日閲覧。
4. ↑  “市外局番の一覧”.   総務省 (2022年3月1日). 2024年12月4日閲覧。
5. ↑  “事業所案内及び管轄地域（事務所3件、分室3件）”.   一般社団法人静岡県自動車会議所. 2024年12月4日閲覧。
6. ↑  “historyofcities.pdf”.   静岡県総務部合併推進室・財団法人静岡県市町村振興協会. 2024年12月4日閲覧。
7. ↑  “解説ページ”.   株式会社エア. 2024年12月4日閲覧。
8. ↑  “学校名から探す／浜松市”.   浜松市 (2024年1月1日). 2024年12月4日閲覧。
9. ↑  “佐久間交番｜静岡県警察”.   静岡県警察 (2023年1月11日). 2024年12月4日閲覧。
10. ↑  “消防署の町別管轄「さ」／浜松市”.   浜松市 (2024年3月21日). 2024年12月4日閲覧。